# Liste der Monuments historiques in Larroque (Haute-Garonne)
Die Liste der Monuments historiques in Larroque (Haute-Garonne) führt die Monuments historiques in der französischen Gemeinde Larroque auf.

## Liste der Bauwerke
| Bezeichnung | Beschreibung              | Standort | Kennzeichnung | Schutzstatus | Datum | Bild |
| ----------- | ------------------------- | -------- | ------------- | ------------ | ----- | ---- |
| Donjon      | Erbaut im 12. Jahrhundert | (Lage)   | PA00094363    | Inscrit      | 1930  |      |